# 클로니오포라과
클로니오포라속(Cloniophora)은 갈파래강 갈파래목에 속하는 민물 녹조류 속의 하나이다. 클로니오포라과(Cloniophoraceae)의 유일속으로 6종으로 이루어져 있다.

## 하위 종
| - C. macrocladia - C. paihiae - C. plumosa | - C. shanxiensis - C. spicata - C. tibetica |